# Río Sipí
 (avril 2014).
Le río Sipí est une rivière de Colombie, et un affluent du fleuve le río San Juan.

## Géographie
Le río Sipí prend sa source sur le versant ouest de la cordillère Occidentale, dans le département de Chocó. Il coule ensuite vers l'ouest avant de se jeter dans le río San Juan, .
Le cours du río Sipí est presque entièrement situé dans la municipalité de Sipí.